# بيدغرويية (غلزار بردسير)
بيدغرويية (بالفارسية: بیدگروییه) هي قرية تقع في إيران في البلدة المركزية.